# Железничка станица Сукагава
Железничка станица Сукагава (јап. 須賀川駅) (Sukagawa-eki) је железничка станица у Јапану у префектури Фукушима на линији Тохоку, оператера ЈР Исток.

## Линија
Железничка станица Сукагава се налази на линији Тохоку, на 215,1 км од почетне станице Токио. 

## Опис станице
Железничка станица Сукагава има два перона са местом за продају карата.
| 1 | ■ Главна линија Тохоку | за Ширакава, Куроисо, Уцуномија |
| 2 | ■ Главна линија Тохоку | за Коријама, Фукушима и Сендаи  |

## Суседне станице
| «                    | Сервис               | »                    |
| Главна линија Тохоку | Главна линија Тохоку | Главна линија Тохоку |
| -------------------- | -------------------- | -------------------- |
| Кагамиши             | -                    | Асака-Нагамори       |

## Историја
Железничка станица Сукагава отворена је 16. јула 1887. године. Оператер је ЈР Исток након приватизације од стране Јапанске националне железнице (JNR) 1. априла 1987. године.